# 秋分点

おとめ座（水色の網目の交点と赤い破線との交点が秋分点）

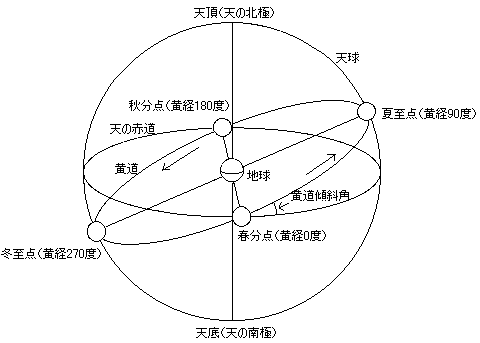
地球から見た天球上の太陽の動きを描いた天体図。地球の赤道傾斜角が「23.4度」傾いている為、地球から見た太陽の動きは水平ではない。

 秋分点（しゅうぶんてん）とは、黄道と天の赤道との2つの交点（分点）のうち、黄道が北から南へ交わる方の点のこと。現在はおとめ座にある。地球が太陽の周りを回る軌道上のポイントを指す場合もある。黄経では180度となり、この点を太陽が通過する瞬間が秋分となる。
この時点で、太陽は地球の赤道から見た場合、丁度、赤道の真上を通過する様に見える。
また、地球の自転軸と太陽の方向が直角の角度になる瞬間でもある。
日本などはグレゴリオ暦を採用している為、閏年、歳差などの影響で毎年同じ日に惑星軌道上に於いて地球が秋分点を通過するとは限らない。この為、年により秋分点を通過する日が異なる。
また、時差の影響で、地球上に於ける秋分通過日は日付変更線を境に2日存在する事になる。